# The Hiatus
The Hiatus (escrito como the HIATUS) es una banda de rock japonesa formada por Takeshi Hosomi; el ex vocalista de Ellegarden.  

## Miembros
- Takeshi Hosomi (細美 武士 'Hosomi Takeshi'?, desde Ellegarden) - Voz, Guitarra, Productor discográfico
- Masasucks (Fullscratch) - Guitarra
- Koji Ueno (ウエノ コウジ 'Ueno Koji'?, Radio Caroline, ex-Thee Michelle Gun Elephant) - Bajo
- Takashi  Kashikura (柏倉 隆史 'Kashikura Takashi'?, desde Toe) - Batería
- Hirohisa Horie (堀江 博久 'Horie Hirohisa'?, from Neil & Iraiza) - Teclados, Productor discográfico

## Historia
The Hiatus se formó por Takeshi Hosomi durante la primavera de 2009 después de que Ellegarden anunciara su interrupción en mayo de 2008. The Hiatus se inició como proyecto en solitario de Takeshi Hosomi sin actuaciones en directo, y otros miembros se reunieron para grabar el primer disco. Otros miembros incluyen a Masasucks quitarrista de Fullscratch, el bajista Koji Ueno de Thee Michelle Gun Elephant, el baterista Takashi Kashikura de Toe, y el pianista Hirohisa Horie de Neil & Iraiza. Hosomi escribió todas las canciones excepto dos canciones que escribió con masasucks, y produjo el álbum en colaboración con Horie.
El 25 de mayo de 2009, se anunció recientemente que el tecladista Ichiyou Izawa de Tokyo Jihen y el baterista Masakazu Ichinose de Asparagus se sumaban a los artistas en concierto.
El 27 de mayo de 2009, su primer álbum, Trash We'd Love, fue lanzado. Debido a la popularidad de antiguos miembros el álbum alcanzó el número uno en el Oricon albums chart en Japón. La carátula y portada del álbum fue diseñada por Kaori Maki.
Tocaron su primera presentación en Punk Spring 2009 y continuaron en Nano-Mugen Festival, Rock in Japan Festival y Summer Sonic Festival en el mismo año.
The Hiatus apareció en revistas como Bridge, Rockin'on Japan, Bass Magazine, Sound & Recording Magazine y Guitar Magazine. Ellos también fueron presentados en la radio J-Wave en "Tokyo Real-Eyes" y en Space Shower TV. 

## Discografía

### Álbumes
- Trash We'd Love (2009)
- Anomaly (2010)
- A World of Pandemonium (2011)
- Keeper Of The Flame (2014)
- Hands Of Gravity (2016)

### EP
- Insomnia (2009)
- Hatching Mayflies (2011)
- Horse Riding (2013)

### DVD
- The Hiatus Trash We'd Love Love Tour Final at Studio Coast (2009)
- The Afterglow - A World Of Pandemonium (2012)
- The Afterglow Tour 2012 (2013)
- Closing Night - Keeper Of The Flame Tour 2014 - Nippon Budokan 2014.12.22 (2015)

### En Vivo
- The Afterglow Tour 2012 (2013)